# Здание Государственного банка (Кременчуг)
Здание Кременчугского отделения Государственного банка Российской империи — одно из немногих сохранившихся дореволюционных зданий города Кременчуг Полтавской области (Украина). Входит в перечень памятников архитектуры города.

## История

### Открытие Кременчугского отделения
Государственный банк Российской империи был учреждён в 1860 году и к началу 1863 года имел в стране восемь действующих контор, после чего Александр II утвердил планы по расширению сети банковских учреждений. Появились, в частности, конторы в Харькове и Киеве, отделение в Полтаве. В начале 1880-х годов отделения начали открываться уже не только в губернских, но и в уездных городах.
Кременчуг в тот период был развитым уездным промышленным городом с многочисленными предприятиями и активной торговлей. К 1850-м годам город превратился в центр всех кредитных операций на среднеднепровских рынках, что обусловило необходимость открытия в нём банковских отделений. В 1865 году в здании городской думы на Екатерининской улице открылся общественный банк, ставший к 1889 году одним из крупнейших в Российской империи. В 1872 году на той же улице открылся коммерческий банк. Однако к началу 1880-х годов промышленное производство и торговые обороты возросли настолько, что существующие банки уже не могли удовлетворить их финансовые запросы. В связи с этим городская дума обратилась к правительству с ходатайством об учреждении в Кременчуге отделения Государственного банка Российской империи.
Ходатайство было удовлетворено и 16 августа 1883 года были открыты операции Кременчугского отделения Государственного банка. При отделении был создан учётно-ссудный комитет, в который, согласно Уставу банка, входил банковский управляющий, два директора и представители купечества I и II гильдий. В 1894 году в стране был принят новый Устав Государственного банка. Все отделения были разделены на три разряда в зависимости от объема операций. Разряды различались количеством служащих и уровнем их заработной платы. Кременчугское отделение было отнесено ко второму разряду. Тогда же было принято решение о введении окружной системы Государственных банков. Территория страны была разделена на 12 округов на основе торгово-экономических связей. Кременчуг был отнесён к округу «Юго-Западный и Малороссийский», куда вошли Киевская и Харьковская конторы, а также 8 отделений банка.

### Строительство нового здания на площади
Изначально большая часть отделений Государственного банка в стране размещалась в арендованных помещениях. Однако с ростом оборотов управляющие начали выстраивать собственные здания, на что Государственным банком выделялись средства. Кременчугское отделение изначально размещалось в арендованном доме Макшеева-Мошанова, в 1895 году — в доме Гуревича по Херсонской улице, в 1896—1900 годах — в доме Ставицкого на Екатерининской улице. Однако уже 1892 году правление запланировало постройку отдельного здания и обратилось в городскую управу с просьбой выделить для этого землю.
В период до 1895 года власти предлагали под постройку пять участков в различных районах города. Однако управляющего в качестве места строительства устраивала исключительно Соборная площадь (площадь Победы). Стоит отметить, что одним из основных требований, выдвигаемых Государственным банком к своим отделениям, было расположение «в оживленном деловом центре города, желательно поблизости от казначейства и почтовой конторы, с которыми банковские учреждения взаимодействовали ежедневно». И почтовая контора, и уездное казначейство в Кременчуге располагались именно на Соборной площади.
На планах 1894 года на месте выбранного участка площади на углу улиц Киевская (Победы) и Екатерининская (Соборная) отмечен небольшой сквер. Строительство в выбранном месте, однако, противоречило законодательству, согласно которому возводить сооружения в непосредственной близости от соборного храма запрещалось. Против строительства банка выступали священники расположенного на площади Успенского собора. Кроме того, ансамбль площади был уже сформирован в начале XIX века. Тем не менее, в 1896 году выделение банку желаемого участка на площади было одобрено.

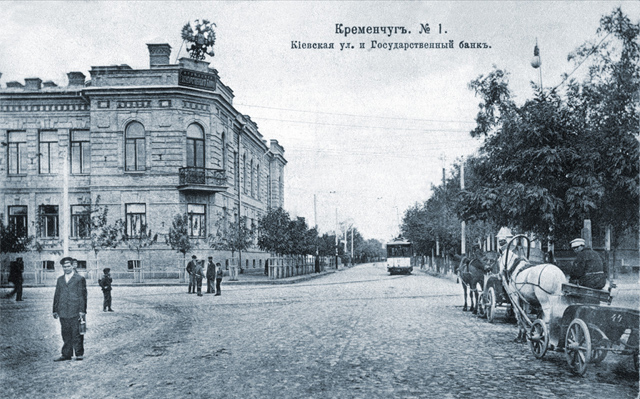
Трамвай Киево-Херсонской линии возле банка (1900—1921)

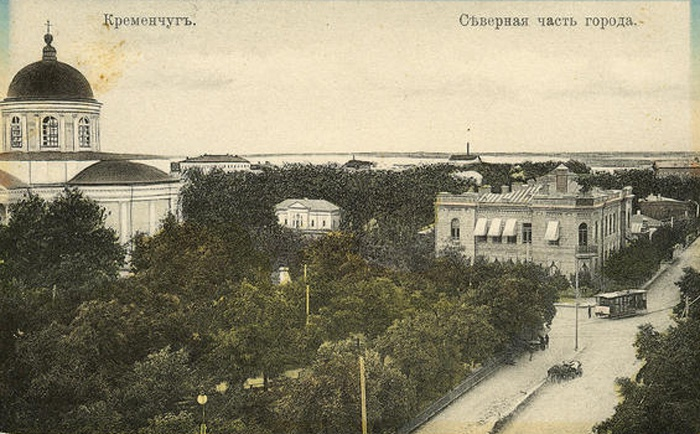
Трамвай Екатерининской линии возле банка (1900—1921)

В тот период ответственным за наблюдение за ходом строительных работ Государственного банка за пределами Санкт-Петербурга и Москвы был петербургский архитектор Роман Петрович Голенищев. Двухэтажное угловое здание Кременчугского отделения было возведено из кирпича одного из заводов Щелкунова, находившегося на месте современного дачного массива (от улицы Игоря Сердюка, Луговой до плавень). На угловой части здания был установлен герб Российской империи — двуглавый орёл. Строительство было завершено в 1900 году. В соответствии с требованиями, новое здание банка было телефонизировано. За год до открытия мимо банка были запущены Екатеринская и Хиево-Херсонская линии Кременчугского трамвая, на площади размещались остановочные павильоны.
Согласно требованиям Государственного банка в помещении должна была быть оборудована каменная кладовая для денег и других ценностей, операционные помещения, кабинет управляющего, комната для заседаний учетно-ссудного комитета, квартиры для управляющего и контролёра, а также, при возможности, помещение для архива. Известно, что управляющий и контролёр Кременчугского отделения проживали на территории банка в казённых квартирах. По традиции, остальные банковские служащие поселились неподалёку.
Один из современников вспоминал, что здание Кременчугского госбанка горело в результате поджёга, осуществлённого с целью получения страховки. В 1905 году здание было восстановлено.
В 1911 году при Кременчугском отделении был организован расчётный отдел. Расчётные отделы банков организовывались с 1898 года для облегчения взаимозачетов между частными кредитными учреждениями.
В 1913 году городской думой рассматривался вопрос о расширении здания банка в сторону Успенского собора. Вопрос вызвал активные дебаты, было выдвинуто предложение выделенные казной на переустройство деньги использовать для постройки нового здания на другом участке, чтобы не затмевать архитектурную важность собора. Ходатайство управляющего банком о расширении было отклонено.

### Послереволюционный период
В 1917 году Кременчугское отделение обслуживало введённый Временным правительством «Заём Свободы». Во время последовавшей революции и гражданской войны (1917—1922) финансово-экономическая система Российской империи была разрушена, банки были закрыты. В городе начались проблемы с электроэнергией, навсегда остановился трамвай, проходивший мимо отделения, постоянно менялась власть.
В период НЭПа, в 1921 году, в стране был создан Государственный банк РСФСР, вскоре преобразованный в банк СССР. В апреле 1922 года в Кременчуге открылось его отделение, расположившееся в здании бывшего Кременчугского отделения Русского для внешней торговли банка на проспекте Революции (бывшая Екатерининская, ныне Соборная). Банк активно участвовал в последовавшей денежной реформе: в марте 1923 года отделение сообщало о сложностях с обменом червонцев из-за большого спроса. В здании бывшего Госбанка Российской империи на площади разместились административные и государственные органы: в частности, в 1926—1928 годах в нём действовал окрфинотдел (финансовый отдел исполнительного комитета Совета депутатов трудящихся Кременчугского округа). В 1928 году здание было вновь передано Государственному банку.

### Послевоенный и современный периоды
Во время Второй мировой войны, во время оккупации немцами, банк горел повторно. Отступающие немецкие войска в 1943 году подожгли здание, сохранилась лишь кирпичная коробка. Здание было восстановлено вскоре после окончания войны: проект восстановления был составлен уже в 1944 году, работы велись в 1945—1949 годах, акт госприёмки здания в эксплуатацию был подписан в декабре 1949 года. Все остальные здания на площади не подлежали восстановлению. Отделение банка, таким образом, оказалось одной из старейших сохранившихся построек города и было признано памятником архитектуры. По состоянию за 2017 год, в помещениях находится филиал Укрсоцбанка.

## Персоналии
Первым управляющим государственным банком стал В. А. Козлов (1883—1891), перешедший затем в Иваново-Вознесенское отделение. Затем должность в Кременчуге последовально занимали Д. М. Позняков (1892—1893), Д. Т. Никитин (1894—1895) и Н. Е. Пономарёв (1896). В 1891 году городской глава Изюмов Андрей Яковлевич был избран членом учётно-ссудного комитета банка. В 1897 году банковским управляющим стал Алексей Алексеевич Оглоблин — чиновник Государственного банка из Санкт-Петербурга. Именно при Изюмове и Оглоблине банком было построено собственное здание на Соборной площади, вызвавшее протесты. К 1903 году Оглобин был переведён на должность управляющего в отделение в Полтаве. Одним из первых контролёров стал коллежский асессор Пётр Иванович Лисовецкий, которого в 1899 году сменил Гутнев Даниил Андреевич — выпускник Императорского Харьковского университета, статский советник, прослуживший в банке до 1903 года. После Кременчуга Гутнев работал управляющим Хабаровским отделением, затем — Двинским (Даугавпилс, Латвия), Костромским и Тамбовским. Одним из первых бухгалтеров стал коллежский асессор Афанасий Афанасьевич Гурский, работавший до этого в Елисаветграде (Кропивницкий) и Николаеве. К 1903 году он также покинул должность, работал в Сарапуле, Риге и управлял госбанком в Тюмени.
Следующим управляющим стал Григорий Афанасьевич Колесницкий. Колесницкий прослужил в банке минимум до 1916 года и безуспешно выступал за расширение банковского здания в сторону собора. На должность контролёра пришёл коллежский асессор Василий Павлович Анагорский, также прослуживший минимум до 1916 года. На должность бухгалтера был нанят Александр Иванович Козленко, ставший впоследствии контролёром в государственном банке Роменского уезда. В 1914 году некоторые сотрудники банка были награждены медалями: золотой медалью для ношения на груди на Аннинской ленте (орденом Святой Анны) награждён счётчик Литвиненко, серебряной медалью для ношения на шее на Владимирской ленте — счётчик Задорожный.
Первым советским директором Государственного банка СССР в Кременчуге стал Моисей Акимович Бромберг, бывший член правления 1-го Общества взаимного кредита, исполнявший обязанности городского главы в июне-августе 1918 года. Позже его на посту директора сменил Я. Л. Копелиович. В 1928 году оба сотрудника были уволены.
Остапенко Николай Никитович, кредитный инспектор государственного банка, во время Второй мировой войны состоял в Кременчугском истребительном батальоне при городском управлении милиции.